# ساختمان آکساسنتر

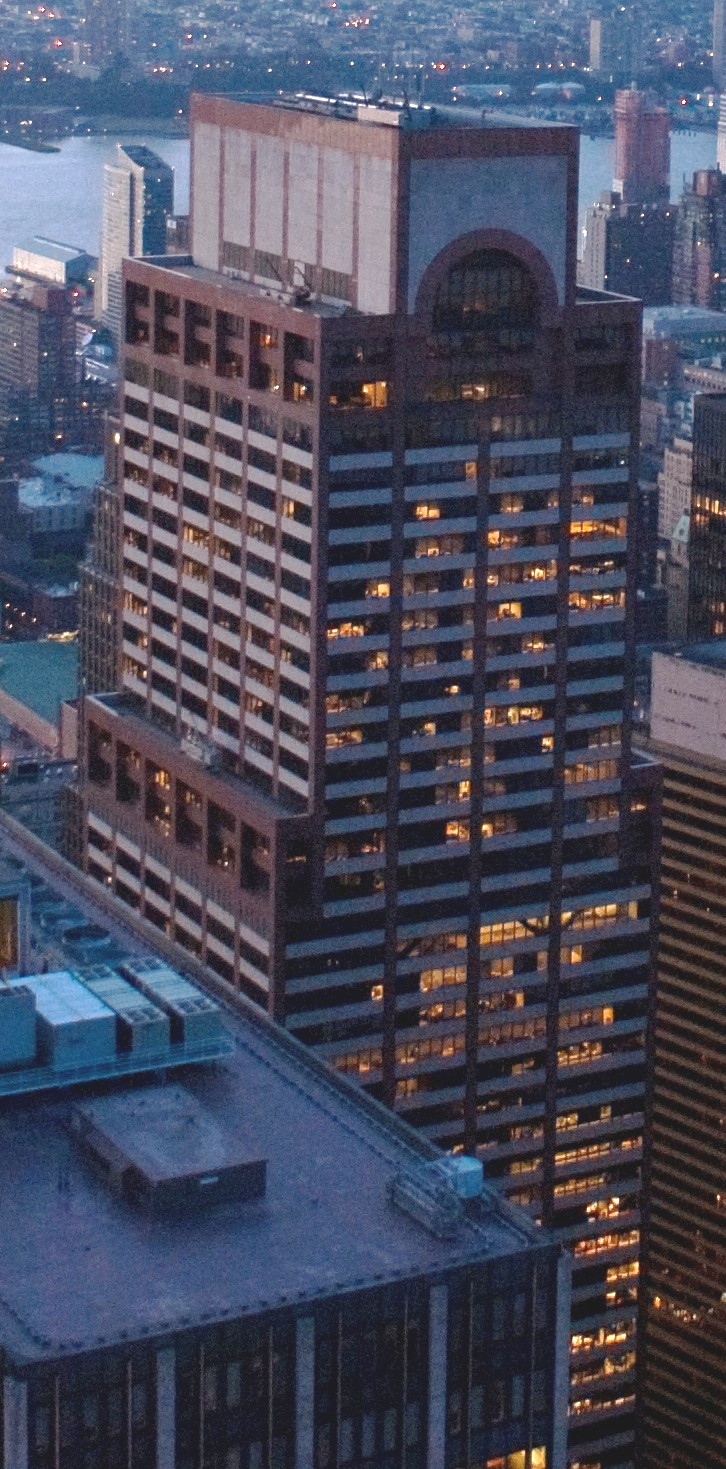
ساختمان آکساسنتر در منهتن، نیویورک

ساختمان آکساسنتر (به انگلیسی: AXA Center) یک آسمان‌خراش ۵۴ طبقه‌ای با ۲۲۹ متر (۷۵۲ فوت) ارتفاع در محله منهتن در شهر نیویورک در ایالات متحده آمریکا است. این ساختمان که در سال ۱۹۸۶ میلادی ساخته شده است دارای معماری پست‌مدرن می‌باشد. طراح این ساختمان ادوارد بارنز است. این ساختمان در شماره ۷۸۷ خیابان هفتم، بین خیابان‌های پنجاه‌ویکم پنجاه‌ودوم قرار دارد و به راکفلر سنتر متصل می‌باشد.